# جايسون كراب
جايسون كراب (بالإنجليزية: Jason Crabb)‏ هو منشد أمريكي، ولد في 3 مارس 1977 في بيفر دام في الولايات المتحدة.

## وصلات خارجية
- الموقع الرسمي
- جايسون كراب على موقع ميوزك برينز (الإنجليزية)
- جايسون كراب على موقع أول ميوزيك (الإنجليزية)
- جايسون كراب على موقع ديسكوغز (الإنجليزية)